# The Amazing Spider-Man (jogo eletrônico de 2012)
The Amazing Spider-Man é um jogo eletrônico, de ação em terceira pessoa, produzido pelo estúdio Beenox com distribuição da Activision, o game é baseado no filme de mesmo nome que foi lançado nos cinemas americanos em julho 2012. O jogo é na verdade a continução do filme. Terá como uns dos vilões Norman Osborn, porém ele não se transforma no Duende Verde. e outros vilões, a exemplo de Rhino.
The Amazing Spider-Man teve o seu primeiro trailer divulgado durante a premiação Video Game Awards 2011. O vídeo mostrou que o aracnídeo terá que usar os seus poderes para livrar Nova York de robôs gigantes, e outros vilões. A produtora Beenox, responsável pelo próximo jogo do Homem-Aranha, divulgou que "The Amazing Spider-Man" também terá um sistema de jogo em primeira pessoa. O jogo foi lançado no dia 26 de junho de 2012.

## Sinopse
Após os acontecimentos do filme, a Oscorp continua em segredo os experimentos do Dr. Conors e cria vários seres transgênicos (tais como o Rino e o Escorpião), que contem um vírus mortal e este sai do controle e começa a infectar a população de Manhattan. Nesse caos a Oscorp contrata o cientista Alistare Smythe, que começa a criar robos para combater a infecção, só que os robos acabam trazendo mais destruição do que benefício, então cabe ao Homem-aranha não só deter o vírus, mas também os robos.

## Personagens
- Peter Parker/Homem-Aranha
- Gwen Stacy
- Doutor Curt Conors/O Lagarto
- Alitare Smythe
- Whitney Chang: a Repórter
- Felicia Hardy/Gata Negra
- MAC/O Escorpião
- Rino
- Iguana
- Vermin
- Piranha (novo vilão)

## Jogabilidade
A jogabilidade do jogo é bem semelhante a da série de jogos Batman: Arkham, ou seja um botão para ataque e outro para contra-ataque e inclui uma nova ação conhecida como Web Rush, que consiste em selecionar um local, lançar uma teia e se deslocar até o ponto selecionado. Outra ação permitida pelo jogo é a jogabilidade em mundo aberto onde o jogador pode se balançar pelos prédios da cidade.
O local é na cidade de Nova York, na ilha de Manhttan onde o jogador pode fazer várias missões que vão de perseguisões automobilísticas a intervenção de assaltos. O jogo também conta com um modo Stealth e uma câmera em terceira pessoa, mas também terá uma câmera em primeira pessoa e também bônus coletáveis que envolvem principalmente o trabalho como fotógrafo. Estes bônus são bibiografias dos personagens, galerias de arte, roupas alternativas e algumas revistas em quadrinhos.
Além das missões secundárias, a Beenox decidiu acrescentar alguns desafios, que se designa por "XTreme Challenges", com Bruce Campbell oferecendo a voz ao desafiante. Tem dois desafios diferentes, um que você tem de ajustar a câmera e apontar ao Homem Aranha na reta certa e segui-lo, se você ficar muito afastado, você perde o desafio. O outro você tem simplesmente coletar "flares" que estão pousadas em alguns prédios, e conseguir a maior pontuação de tempo.